# Sarothrura elegans
La polluela elegante (Sarothrura elegans) es una especie de ave gruiforme de la familia Rallidae que vive en África.

## Distribución
Está ampliamente distribuida por el África subsahariana. Se encuentra en Angola, Burundi, Camerún, República del Congo, República Democrática del Congo, Costa de Marfil, Guinea Ecuatorial, Etiopía, Gabón, Guinea, Kenia, Liberia, Malaui, Mozambique, Nigeria, Ruanda, Sierra Leona, Somalia, Sudáfrica, Sudán, Suazilandia, Tanzania, Uganda, Zambia y Zimbabue.